# Gognies-Chaussée
Gognies-Chaussée település Franciaországban, Nord megyében. Lakosainak száma 725 fő (2022. január 1.). Gognies-Chaussée Mairieux, Bettignies, Feignies, La Longueville, Maubeuge, Quévy és Goegnies-Chaussée községekkel határos.

## Népesség
A település népességének változása:
| Lakosok száma | 781  | 779  | 775  | 752  | 738  | 730  | 728  | 727  | 725  |
|               | 2013 | 2015 | 2016 | 2017 | 2018 | 2019 | 2020 | 2021 | 2022 |